# Władysław Kazimierz Wawrzecki
Władysław Kazimierz Wawrzecki herbu Rola (zm. przed 1701 rokiem) – sędzia grodzki brasławski w latach 1680-1695, podstoli miński już w 1675 roku, pisarz grodzki brasławski w latach 1674-1680.
Był eklektorem Jana III Sobieskiego z powiatu brasławskiego w 1674 roku.